# Йоанна Двораковська
Йоанна Двораковська (пол. Joanna Dworakowska; 21 жовтня 1978, Варшава — 13 квітня 2024)  — польська шахістка, жіночий гросмейстер з 1997 року, володарка чоловічого звання міжнародного майстра з 2001 року.

## Кар'єра
Першого великого успіху досягла в 1993 році, вигравши чемпіонат Польщі серед дівчат у віці до 20 років. Того самого року вперше виступила у фіналі чемпіонату Польщі серед жінок у Любліні . У наступні роки неодноразово брала участь у фінальному турнірі чемпіонату країни, вигравши сім медалей: три золоті (1997, 1998, 2001), три срібні (1995, 2000, 2003) та бронзову (2006). Також багаторазова призерка чемпіонатів Польщі з бліцу (у тому числі тричі золото: 1997, 2002, 2007) і п'ять разів золота медалістка командних чемпіонатів Польщі (2000, 2001, 2007, 2008, 2011).
У 1996 році вона виграла турнір, що відбувся в Криниці. Досягла значного успіху на чемпіонаті світу серед жінок 2001 року в Москві, пройшовши до третього раунду (у другому турі перемогла колишню віце-чемпіонку світу, Нану Іоселіані). Рік по тому розділила 9-12 місця на Кубку світу, що проходив у Хайдарабаді.
Багаторазово представляла Польщу на змаганнях. Стала віце-чемпіонкою світу серед дівчат до 20 років (Жагань, 1997), двічі бронзовий призер на чемпіонаті Європи зі швидких шахів (2000 і 2006) і срібна медалістка чемпіонату світу серед студенток (Стамбул, 2004).
Багаторазово представляла Польщу на командних змаганнях, в тому числі:
- шість разів на шахових олімпіадах (1996, 1998, 2000, 2002, 2004, 2010); бронзова медалістка у складі команди (2002)[5],
- на командному чемпіонаті світу 2009 стала бронзовою призеркою в індивідуальному заліку на третій шахівниці[6],
- шість разів на командних чемпіонатах Європи (у 1999, 2001, 2005, 2007, 2009, 2013); триразова призерка: разом з командою — золото (2005), срібло (2007) і індивідуально — срібло (2009 — четверта шахівниця)[7],
- на командному чемпіонаті світу серед юніорів до 20 років 1998 року; дворазовий призер — разом з командою — срібло й індивідуально — золото (третя шахівниця)[8].

Найвищого рейтингу у своїй кар'єрі досягла 1 квітня 2002 року, здобувши 2 445 пунктів (24-е місце у світовому рейтинг-листі ФІДЕ), посівши перше місце серед польських шахісток.